# Rolandrinae
Rolandrinae Cass. ex Dumort., 1829 è una sottotribù di piante angiosperme dicotiledoni della famiglia delle Asteraceae.

## Etimologia
Il nome scientifico di questo gruppo deriva dal suo genere più importante Rolandra Rottb., 1775, ed è stato definito scientificamente dai botanici Barthélemy Charles Joseph Dumortier (Tournai, 3 aprile 1797 – 9 giugno 1878), botanico, naturalista e politico belga e Alexandre Henri Gabriel de Cassini (1781 – 1832), botanico e naturalista francese, nella pubblicazione "Analyse des Familles de Plantes: avec l'indication des principaux genres qui s'y rattachent. Tournay - 313. 1829" del 1829.

## Descrizione
L'habitus di queste piante è di tipo erboso perenne o arbustivo. La pubescenza è formata da peli semplici. Gli organi interni di queste piante contengono lattoni sesquiterpenici (ma non dilattoni).
Le foglie lungo il caule sono disposte sia in modo alternato. La forma della lamina è intera e varia da ellittica a lanceolata. I margini sono interi. Le venature della pagina fogliare sono di tipo pennato. La pubescenza nella parte inferiore può essere tomentosa.
Le infiorescenza, terminali oppure ascellari, sono composte da capolini in globosi glomeruli. I capolini (sessili) sono composti da un involucro formato da diverse brattee embricate in più serie che fanno da protezione al ricettacolo sul quale s'inseriscono i fiori tubulosi. Le brattee, subuguali, sono piuttosto persistenti; hanno gli apici aristati. Il ricettacolo è privo di pagliette (ossia è nudo).
I fiori sono tetra-ciclici (ossia sono presenti 4 verticilli: calice – corolla – androceo – gineceo) e pentameri (ogni verticillo ha in genere 5 elementi). I fiori sono inoltre ermafroditi e actinomorfi (raramente possono essere zigomorfi).
- Formula fiorale:

*/x K {\displaystyle \infty }, [C (5), A (5)], G 2 (infero), achenio
- Calice: i sepali del calice sono ridotti ad una coroncina di squame.
- Corolla: le corolle sono formate da un tubo terminante in 3 - 5 lobi; il colore è più o meno lavanda; la superficie può essere sia pubescente che glabra; i lobi sono sclerificati esternamente/distalmente.
- Androceo: gli stami sono 5 con filamenti liberi e distinti, mentre le antere sono saldate in un manicotto (o tubo) circondante lo stilo.[11] Le antere, sagittate, sono speronate e prive di code e di ghiandole. Le appendici delle antere sono glabre. Il polline è triporato (con tre aperture di tipo isodiametrica o poro), è echinato (con punte) e anche  "lophato" (la parte più esterna dell'esina è sollevata a forma di creste e depressioni).[12]
- Gineceo: lo stilo è filiforme e privo di nodi. Gli stigmi dello stilo sono due divergenti e smussati con la superficie stigmatica posizionata internamente (vicino alla base). La pubescenza è del tipo a spazzola con peli smussati.[13] L'ovario è infero uniloculare formato da 2 carpelli.

I frutti sono degli acheni con pappo. Gli acheni, a forma cilindrica e con alcune coste (non sono bicornuti), hanno la superficie glabra o con ghiandole ma non sericea. All'interno si può trovare del tessuto di tipo idioblasto e minuti rafidi (o possono mancare); non è presente il tessuto tipo fitomelanina. Il pappo è formato da brevi setole o squame.

## Biologia
- Impollinazione: l'impollinazione avviene tramite insetti (impollinazione entomogama tramite farfalle diurne e notturne).
- Riproduzione: la fecondazione avviene fondamentalmente tramite l'impollinazione dei fiori (vedi sopra).
- Dispersione: i semi (gli acheni) cadendo a terra sono successivamente dispersi soprattutto da insetti tipo formiche (disseminazione mirmecoria). In questo tipo di piante avviene anche un altro tipo di dispersione: zoocoria. Infatti gli uncini delle brattee dell'involucro si agganciano ai peli degli animali di passaggio disperdendo così anche su lunghe distanze i semi della pianta.

## Distribuzione e habitat
Le due uniche specie di questa sottotribù si trovano in America Centrale, nelle Indie Occidentali e nella parte settentrionale del Sud America con habitat tipicamente tropicali.

## Tassonomia
La famiglia di appartenenza di questa voce (Asteraceae o Compositae, nomen conservandum) probabilmente originaria del Sud America, è la più numerosa del mondo vegetale, comprende oltre 23.000 specie distribuite su 1.535 generi, oppure 22.750 specie e 1.530 generi secondo altre fonti (una delle checklist più aggiornata elenca fino a 1.679 generi). La famiglia attualmente (2021) è divisa in 16 sottofamiglie.

### Filogenesi
Le piante di questo gruppo sono descritte all'interno della tribù Vernonieae Cass. della sottofamiglia Vernonioideae Lindl.. Questa classificazione è stata ottenuta ultimamente con le analisi del DNA delle varie specie del gruppo. Da un punto di vista filogenetico in base alle ultime analisi sul DNA la tribù Vernonieae è risultata divisa in due grandi cladi: Muovo Mondo e Vecchio Mondo. I generi di Rolandrinae appartengono al clade relativo all'America.
La sottotribù, e quindi i suoi generi, si distingue per i seguenti caratteri:
- i capolini hanno un solo fiore;
- il pappo è formato da una corta coroncina o da brevi scaglie;
- il polline è "lophato";
- la corolla ha 4 -5 lobi ma non è zigomorfa;
- nelle specie di questo gruppo i "dilattoni" sono mancanti.

In precedenza la tribù Vernonieae, e quindi la sottotribù di questa voce (Rolandrinae), era descritta all'interno della sottofamiglia Cichorioideae. Alle analisi del DNA la sottotribù è vicina alle sottotribù Lepidaploinae e Elephantopinae. Da un punto di vista morfologico i due generi della sottotribù Rolandrinae sono vicini ai generi della sottotribù Elephantopinae, ma differiscono per i capolini con fiore singolo, le corolle piccole e regolari con
punte dei lobi sclerificate e per le basi delle antere speronate e di lunghezza normale. Questi caratteri inoltre mantengono in essere questo gruppo e quindi separato dalle altre sottotribù.
Le specie di questo gruppo presentano il seguente numero cromosomico: 2n = 16, 22 e 26.

### Composizione della sottotribù
Questo gruppo comprende 2 generi e 2 specie.

| Genere                   | N. specie                       | Distribuzione                           |
| ------------------------ | ------------------------------- | --------------------------------------- |
| Rolandra Røttb., 1775    | Una specie: R. argentea Rottb.  | America (tropicale)                     |
| Spiracantha Kunth., 1818 | Una specie S. cornifolia Kunth. | Sud America (settentrionale e centrale) |

### Chiave analitica per i generi
Per meglio comprendere ed individuare i vari generi l'elenco seguente utilizza il sistema delle chiavi analitiche (vengono cioè indicate solamente quelle caratteristiche utili a distingue un taxon dall'altro):

- Rolandra: le piante hanno un habitus arbustivo; le infiorescenze sono formate da raggruppamenti globosi di capolini in posizione ascellare; le brattee dell'involucro sono 2;  i lobi delle corolle sono 4 e sono glabri; gli acheni hanno 5 venature longitudinali; il pappo è formato da corte scaglie.
- Spiracantha: le piante hanno un habitus erbaceo; le infiorescenze sono formate da raggruppamenti globosi di capolini peduncolati sottese da fogliose brattee; le brattee dell'involucro sono circa 6;  i lobi delle corolle, 4 o 5, sono ricoperti da scarsi peli; gli acheni hanno 5 - 6 venature longitudinali; il pappo è formato da poche setole.